# Claude de Visdelou
Claude de Visdelou (Trébry 1656 - Pondichérry 1737) va ser un jesuïta i matemàtic, missioner a la Xina durant el regnat de l'emperador Kangxi a principis de la dinastia Qing.

## Biografia
Claude de Visdelou va néixer el 12 d'agost de 1656 a Trébry, regió de la Bretanya (Côtes du Nord), França. Tercer fill de Jean,escuder del senyor de Mesul i d'Elisabeth Poulain, tenia 12 germans.
A la Xina va utilitzar el nom de Liu Ying (刘应).
Va entrar al noviciat de la Companyia de Jesús a París el 5 de setembre de 1673 i va professar els vots el gener de 1692.
Va morir a Pondicherry - Índia - l'11 de novembre de 1737).

### Els matemàtics del Rei
El rei francès Lluís XIV, el seu ministre Jean-Baptiste Colbert i el seu successor François Michel Le Tellier, marquès de Louvois, van preparar el projecte d'una missió científica, religiosa i diplomàtica amb l'objectiu d'establir relacions comercials i polítiques amb Xina. En aquest procés també hi va intervenir la demanda del jesuïta flamenc Ferdinand Verbiest, que mitjançant una carta dirigida als seus superiors i la participació del confessor del rei, el Pare Lachaise, va demanar més recursos materials i humans per a la missió a la Xina.
Claude de Visdelou va integrar-se a un equip format per cinc jesuïtes matemàtics (Jean-François Gerbillon, Jean de Fontaney, Joachim Bouvet i Louis Le Comte). Com a objectiu inicial tenien el mandat d'evitar la tutela dels jesuïtes portuguesos, que tenien el monopoli d'actuació a l'Àsia ("padroado") com a resultat del Tractat de Tordesillas de 1494.
El 3 de març de 1685 van sortir del port de Brest per anar fins a Macau. Van arribar a Ningbo el 23 de juliol de 1687 i a Pequín el 1668.

### Activitat religiosa i Controvèrsia dels ritus
A l'arribar a la Xina va fer apostolat en diferents províncies, com Shanxi i Jiangsu. Després va passar a Fuzhou (Fujian) i de 1704 a 1708 a Canton.
Visdelou era un personatge controvertit i es va submergir fàcilment en el debat de la Controvèrsia dels ritus. Va adoptar una actitud contrària a la de la majoria jesuïta, alineant-se amb la posició de Roma, amb el suport de Charles-Thomas Maillard de Tournon, l'enviat del papa Climent XI.
Contra l'opinió dels seus superiors jesuïtes, va ser nomenat vicari apostòlic de Guizhou, el 12 de gener de 1708 administrador de Huguang. (actualment Hubei i Hunan) i el 10 de febrer del mateix any bisbe de Claudiopolis.
El preu que va pagar va ser l'exili. Va ser expulsat de la Xina a Macau per l'emperador Kangxi, que era favorable a l'actuació i criteris dels jesuïtes francesos ja establerts i amb una bona relació amb la Cort. El 24 de juny de 1709 després d'una estada de 22 anys a la Xina, es va veure obligat a refugiar-se a l'Índia, unint-se a un monestir caputxí francès de Pondicherry, on tomsngué fins a la mort. Visdelou va portar amb ell més de 500 volums en xinès i gairebé la seva única ocupació consistia a treballar-hi.
A més dels seus escrits sobre religió i filosofia xinesa, Visdelou havia compost diverses obres històriques, tenia un domini excel·lent dels xinès, i va recollir documents singulars dels historiadors xinesos sobre els pobles de l'Àsia central i Oriental, huns, tàrtars, mongols i turcs.